# Leon Karłowicz
Leon Karłowicz (ur. 3 stycznia 1922, w Zasmykach w gminie Lubitów na Wołyniu, jako Leon Mariański, zm. 2002 w Pszczelej Woli) – polski nauczyciel, pisarz, żołnierz Armii Krajowej.
Podczas wojny zgłosił się do oddziału Władysława Czermińskiego ps. „Jastrząb” w Zasmykach, który w 1944 zasilił 27 Wołyńską Dywizję Piechoty AK. Wraz z nią przebył szlak bojowy do Skrobowa. W obawie przed UB zaopatrzył się w fałszywe dokumenty na nazwisko Karłowicz.
Od roku 1948 mieszkał w Pszczelej Woli, pracując jako nauczyciel historii i języka polskiego. Napisał jedenaście książek o tematyce kresowej. Był organizatorem Kaplicy Męczenników Wołynia i 27. WDP AK w Sanktuarium Matki Bożej Bolesnej Królowej Polski w Kałkowie-Godowie.
Jego brat, Antoni Mariański (1927-2017) był dokumentalistą ludobójstwa Polaków dokonanego przez nacjonalistów ukraińskich oraz autorem publikacji i polemik o tematyce kresowej.

## Twórczość
- Zasmyki były naszym domem, Lublin 1995
- Jastrzębiacy. Historia oddziału i batalionu por. „Jastrzębia” w 27. Wołyńskiej Dywizji Piechoty Armii Krajowej, Lublin 1999, ISBN 83-87405-93-0.
- Ludobójcy i ludzie, Lublin 2000, ISBN 83-7270-024-9.
- Generał Franciszek Rohland i jego potomkowie, Strzyżewice 1992, ISBN 83-87081-02-7.
- Ród Stadnickich, ostatnich właścicieli Osmolic, Strzyżewice 1992
- Nad rzeką na pagórku..., Lublin 1995, ISBN 83-901598-7-2.
- Od Zasmyk do Skrobowa, Opole 1994, ISBN 83-901377-7-1.
- Czy utracona szansa?, Lublin 1998, ISBN 83-87405-26-4.
- Wołyniacy na lubelskim bruku, Lublin 1997, ISBN 83-87081-06-X.
- Siódmy dzień piekła, Lublin 2000, / Wyd II/ ISBN 83-7270-034-6.
- Z przeszłości Osmolic, Lublin 1997, ISBN 83-87523-01-1.